# Guanahatabey
Guanahatabey – plemię Indian, pierwotnych mieszkańców Kuby przybyłych na wyspę z Ameryki Południowej przez Antyle ok. 3000 r. p.n.e.
Zajmowali się łowiectwem i zbieractwem. Zamieszkiwali jaskinie w rejonie dzisiejszego Pinar del Río na zachodzie Kuby.